# Francesco Urraro
Francesco Urraro (San Giuseppe Vesuviano, 18 ottobre 1973), senatore della Repubblica nella XVIII legislatura della Repubblica Italiana, eletto con il Movimento 5 Stelle alle elezioni politiche del 2018 per poi aderire alla Lega per Salvini premier. Attualmente è componente del Consiglio di presidenza della giustizia amministrativa.

## Biografia
Nato il 18 ottobre 1973 a San Giuseppe Vesuviano, in provincia di Napoli, si è laureato in giurisprudenza all'Università degli Studi di Napoli Federico II ed esercita la professione di avvocato.
Ha ricoperto il ruolo di presidente del Consiglio dell'Ordine degli avvocati di Nola.
Alle elezioni politiche del 2018 viene candidato al Senato della Repubblica nel collegio uninominale Campania - 05 (Portici), sostenuto dal Movimento 5 Stelle (M5S), venendo eletto senatore con il 51,26% dei voti superando nettamente il principale candidato del centro-destra, in quota Noi con l'Italia-UDC, Nunzio Francesco Testa (29,83%).
Nella XVIII legislatura della Repubblica è stato componente della Giunta delle elezioni e delle immunità parlamentari, della 2ª Commissione Giustizia, della Comitato parlamentare per i procedimenti di accusa, della Commissione parlamentare antimafia e della Commissione straordinaria per il contrasto dei fenomeni di intolleranza, razzismo, antisemitismo e istigazione all'odio e alla violenza.
Il 12 dicembre 2019, dopo aver espresso il proprio dissenso sulla posizione del M5S in merito al MES e aver votato contro la risoluzione della maggioranza, aderisce alla Lega per Salvini Premier insieme ai colleghi di partito Ugo Grassi e Stefano Lucidi, motivando la sua scelta perché "Non mi è stata data la possibilità di dare il mio contributo".
È tra i 64 firmatari (due soli della Lega, l'altro è Grassi) per il referendum confermativo sulla riduzione del numero dei parlamentari, firma apposta quando faceva ancora parte del Movimento 5 Stelle. Conclude il proprio mandato parlamentare nell'autunno 2022. 
Il 28 aprile 2023 viene designato come componente laico del Consiglio di presidenza della giustizia amministrativa.